# Liste der Baudenkmale in Lindwedel
In der Liste der Baudenkmale in Lindwedel sind alle Baudenkmale der niedersächsischen Gemeinde Lindwedel im Landkreis Heidekreis aufgelistet. Die Quelle der Baudenkmale ist der Denkmalatlas Niedersachsen. Der Stand der Liste ist der 26. November 2020.

## Allgemein
In den Spalten befinden sich folgende Informationen:
- Lage: die Adresse des Baudenkmales und die geographischen Koordinaten. Kartenansicht, um Koordinaten zu setzen. In der Kartenansicht sind Baudenkmale ohne Koordinaten mit einem roten Marker dargestellt und können in der Karte gesetzt werden. Baudenkmale ohne Bild sind mit einem blauen Marker gekennzeichnet, Baudenkmale mit Bild mit einem grünen Marker.
- Bezeichnung: Bezeichnung des Baudenkmales
- Beschreibung: die Beschreibung des Baudenkmales. Unter § 3 Abs. 2 NDSchG werden Einzeldenkmale und unter § 3 Abs. 3 NDSchG Gruppen baulicher Anlagen und deren Bestandteile ausgewiesen.
- ID: die Objekt-ID des Baudenkmales
- Bild: ein Bild des Baudenkmales, ggf. zusätzlich mit einem Link zu weiteren Fotos des Baudenkmals im Medienarchiv Wikimedia Commons. Wenn man auf das Kamerasymbol klickt, können Fotos zu Baudenkmalen aus dieser Liste hochgeladen werden:

## Hope

### Gruppe: Hofanlage
Die Gruppe „Hofanlage“ hat die ID 39671593.

| Lage                                       | Bezeichnung              | Beschreibung | ID       | Bild |
| ------------------------------------------ | ------------------------ | ------------ | -------- | ---- |
| Hauptstraße 17 52° 37′ 15″ N, 9° 39′ 9″ O  | Wohn-/Wirtschaftsgebäude |              | 39698687 | BW   |
| Hauptstraße 17 52° 37′ 15″ N, 9° 39′ 9″ O  | Küchentrakt              |              | 39698599 | BW   |
| Hauptstraße 17 52° 37′ 15″ N, 9° 39′ 10″ O | Schweinestall            |              | 39698579 | BW   |
| Hauptstraße 17 52° 37′ 15″ N, 9° 39′ 11″ O | Scheune                  |              | 39698560 | BW   |

### Gruppe: Hofanlage Hauptstraße/Celler Weg
Die Gruppe „Hofanlage Hauptstraße/Celler Weg“ hat die ID 32686380.

| Lage                                       | Bezeichnung              | Beschreibung | ID       | Bild |
| ------------------------------------------ | ------------------------ | ------------ | -------- | ---- |
| Hauptstraße 34 52° 37′ 18″ N, 9° 39′ 12″ O | Wohn-/Wirtschaftsgebäude |              | 32783061 | BW   |
| Hauptstraße 34 52° 37′ 18″ N, 9° 39′ 10″ O | Grabsteine               |              | 32783130 | BW   |
| Hauptstraße 34 52° 37′ 18″ N, 9° 39′ 15″ O | Speicher                 |              | 32783037 | BW   |
| Celler Weg 52° 37′ 17″ N, 9° 39′ 13″ O     | Scheune                  |              | 32783173 | BW   |

### Einzelbaudenkmale
| Lage                                       | Bezeichnung     | Beschreibung | ID       | Bild |
| ------------------------------------------ | --------------- | --- | -------- | ---- |
| Am Bahnhof 2 52° 37′ 56″ N, 9° 38′ 39″ O   | Empfangsgebäude | Das Empfangsgebäude des Bahnhofes wurde um 1890 erbaut. Es ist ein traufständiges, zweigeschossiges Ziegelhaus. Die mittlere Achse der fünf Achsen ist als Risalit mit einem Zwerchhaus ausgebildet. In der mittleren Achse befindet sich auch der Eingang. | 32783105 | BW   |
| Hauptstraße 7 52° 37′ 9″ N, 9° 39′ 15″ O   | Speicher        | | 2783325  | BW   |
| Hauptstraße 15 52° 37′ 13″ N, 9° 39′ 10″ O | Speicher        | | 32783276 | BW   |

## Lindwedel
Lindwedel wird das erste Mal urkundlich im Jahre 1304 als Lindwede erwähnt.

### Einzelbaudenkmale
| Lage                                       | Bezeichnung              | Beschreibung | ID       | Bild |
| ------------------------------------------ | ------------------------ | --- | -------- | ---- |
| Am Viehbruch 3 52° 36′ 20″ N, 9° 41′ 15″ O | Wirtschaftsgebäude       | ehemaliger Schafstall | 32783248 | BW   |
| Am Viehbruch 3 52° 36′ 21″ N, 9° 41′ 16″ O | Wohnhaus                 | | 32783220 | BW   |
| Am Viehbruch 3 52° 36′ 22″ N, 9° 41′ 14″ O | Scheune                  | | 32783150 | BW   |
| Am Viehbruch 5 52° 36′ 21″ N, 9° 41′ 12″ O | Wirtschaftsgebäude       | | 32783197 | BW   |
| Am Viehbruch 5 52° 36′ 22″ N, 9° 41′ 13″ O | Wohn-/Wirtschaftsgebäude | | 32783350 | BW   |
| Am Viehbruch 7 52° 36′ 18″ N, 9° 41′ 6″ O  | Wohn-/Wirtschaftsgebäude | | 32783373 | BW   |
| Am Viehbruch 7 52° 36′ 19″ N, 9° 41′ 7″ O  | Brunnen                  | | 32783499 | BW   |
| Dorfstraße 4 52° 36′ 30″ N, 9° 41′ 9″ O    | Wohn-/Wirtschaftsgebäude | Das Wohnhaus wurde 1873 erbaut.                                                                                              | 32783082 | BW   |
| Dorfstraße 6 52° 36′ 31″ N, 9° 41′ 6″ O    | Speicher                 | | 32783397 | BW   |
| Dorfstraße 6 52° 36′ 29″ N, 9° 41′ 5″ O    | Wohn-/Wirtschaftsgebäude | Die Bebauung des Hofes ist aus dem 19. Jahrhundert. Das Wohnhaus ist ein Vierständerhaus, datiert ist es mit dem Jahre 1855. | 32783423 | BW   |